# Liste des stations de radio en Pologne
Cet article présente la liste des stations de radio en Pologne :

## Liste des radios polonaises

### Radios publiques
Polskie Radio est le radiodiffuseur public de la Pologne :
- Programme 1 (Jedynka) - radio informatique
- Programme 2 (Dwójka) - radio classique
- Programme 3 (Trójka) - radio rock alternative
- Programme 4 (Czwórka) - radio jeune
- Polskie Radio dla Zagranicy - radio international diffusant en polonais, anglais, allemand, russe, ukrainien, biélorusse et en espéranto - sur ondes courtes, satellite et l'internet
- Radio Parlament

### Radios non commerciales
- Radio Maryja - radio catholique
- Radio Orthodoxia - radio orthodoxe - Bialystok
- Radio Jutrzenka - Varsovie

### Radios privées

#### Bauer Media Group
- RMF FM
- RMF Classic
- Radio GRA

#### Eurozet
- Radio Zet
- Chilli Zet
- Zet Gold
- Antyradio

#### Time
- Radio Eska
- Eska Rock
- VOX FM
- Radio WAWA

#### Eurozet-Time
- Radio Plus

#### Agora
- TOK FM
- Zlote Przeboje
- Roxy FM
- Blue FM

#### Autres radios
- Radio PiN
- Radio Kościuszko

### Radios locales privées
- Radio Kolor - Varsovie
- Radio Alfa - Cracovie
- Radio Parada - Łódź
- Radio Kaszëbë - nord de Pologne